# Time Stand Still (film)
Time Stand Still è un film documentario del 2016 diretto da Dale Heslip. Il film riprende nel titolo l'omonimo brano incluso nell'album Hold Your Fire, è sottotitolato The Story of a Band, Its Fans, and Their 40-Year Relationship, e ripercorre la storia del gruppo rock canadese Rush, focalizzandosi in particolare sul  tour R40 Live.

## Trama
Il film è suddiviso in vari capitoli:
- I. When I Was a Kid
- II. It's A Really Hard Life
- III. A Huge Accomplishment
- IV. Building R40
- V. Fan-Tastic
- VI. Hello Toronto
- VII. "Ride On" Neil
- VIII. Your Weakest Point
- IX. Marathon, Not a Sprint
- X. At Road's End

Contenuti extra:
Live from the Rabbit Hole
- Subdivisions
- Superconductor
- Show Don't Tell
- The Pass
- Closer to the Heart
- Manhattan Project
- Scars
- War Paint
- Tom Sawyer
- 2112 (Overture)
- La Villa Strangiato
- In the Mood

The Professor's Warmup

## Distribuzione
Prima della diffusione home video il documentario è stato distribuito nelle sale cinematografiche statunitensi e canadesi a partire dal 3 novembre e, solo il 17 novembre 2016, inglesi.
Solo la versione cinematografica era accompagnata da un breve documentario integrativo di circa 20 minuti intitolato A Salute to Kings.
La distribuzione del film in versione DVD e blu-ray risale al 18 novembre 2016, e si è posizionato al secondo posto nelle classifiche di vendita di settore; essa include come materiale bonus Live from the Rabbit Hole, un estratto di 12 brani del concerto tenutosi a Auburn Hills l'8 marzo 1990, durante il Presto Tour e The Professor's Warmup, una sessione di riscaldamento alla batteria di Neil Peart. Il video è stato certificato oro il 28 marzo 2018 dalla RIAA.